# Anathallis duplooyi
Anathallis duplooyi là một loài thực vật có hoa trong họ Lan. Loài này được (Luer & Sayers) Luer mô tả khoa học đầu tiên năm 2009.